# Ourouër
Ourouër korábbi község (település) Franciaországban, Nièvre megyében. 2017. január 1-jén Balleray községgel egyesült és Vaux d’Amognes új község része lett.
Lakosainak száma 341 fő (2018. január 1.). Ourouër Nolay, Balleray, Montigny-aux-Amognes, Saint-Martin-d’Heuille és Saint-Sulpice községekkel határos.

## Népesség
A település népességének változása:
| Lakosok száma | 341  | 331  | 558  | 342  | 341  |
|               | 2013 | 2015 | 2016 | 2017 | 2018 |